# Solo una questione di sesso
Solo una questione di sesso (Just a Little Harmless Sex) è un film statunitense del 1999, diretto da Rick Rosenthal.